# Rhaphidorrhynchium liliputianum
Rhaphidorrhynchium liliputianum là một loài Rêu trong họ Sematophyllaceae. Loài này được (Mont.) Broth. miêu tả khoa học đầu tiên năm 1925.